# Document de Montreux
El Document de Montreux o The Montreux Document on Pertinent International Legal Obligations and Good Practices for States related to Operations of Private Military and Security Companies during Armed Conflict of 17 September 2008 (nom original en anglès) és un acord d'obligacions entre els països signants pel que fa a seguretat i l'ús empreses de seguretat privades en escenaris de guerra. Va ser ratificat a Montreux (Suïssa) el setembre de 2008. El document consta de 70 recomanacions de bones pràctiques estatals com, per exemple, fer un seguiment d'aquestes empreses, examinar els procediments utilitzats pel seu personal, l'aplicació de la llei quan la incompleix, i assegurar el cumpliment de drets humanitaris i humans segons dicta la llei internacional.
Diverses disposicions també ofereixen obligacions per a les pròpies empreses de seguretat privada. És important destacar que l'enfocament del document és principalment en moments de conflicte armat, però els principis són expressament rellevants per a situacions de conflictes no armats. És un document no vinculant i no jurídic pel fet que no crea ni modifica les obligacions legals, sinó que només articula els requisits existents pertinents a les operacions de seguretat privada.

## Estats ratificants
- Afganistan
- Angola
- Austràlia
- Àustria
- Canadà
- França
- Alemanya
- Iraq
- Xina
- Polònia
- Sierra Leone
- South Africa
- Suècia
- Suïssa
- Ucraïna
- Regne Unit
- Estats Units